# Česká biblická společnost
Česká biblická společnost (ve zkratce ČBS) je organizace, která vydává české překlady Bible a literaturu s náboženskou tematikou určenou jak odborníkům, tak veřejnosti. Je též vlastníkem autorských práv k ekumenickému překladu Písem svatých, jenž například lze dle dohody mezi Ekumenickou radou církví (ERC) a Českou biblickou společností používat při duchovní službě v armádě.

## Historie
Vznikla roku 1990, kdy ji založila většina křesťanských církví v Čechách a na Moravě (Slovensko mělo svou vlastní společnost). Její ustavující zasedání se uskutečnilo 12. listopadu 1990. Protože do mezinárodní Spojené biblické společnosti (UBS) mohla z každého státu vstoupit pouze jedna organizace, vznikla roku 1991 „Biblická společnost v ČSFR“, která se stala členkou této mezinárodní organizace. Po zániku Československa však toto členství zaniklo a jak česká, tak slovenská společnost musely žádat znovu. Česká byla přijata 1. srpna 1996.
Česká společnost vydává bible jak v tištěné formě, tak také ve zvukové podobě, kdy ekumenický překlad Bible načetli čeští umělci a jejich nahrávky vyšly buď na jednom DVD nebo souboru sedmnácti kompaktních disků (CD). Pro cizince distribuuje Písmo svaté také ve světových jazycích. Vedle toho též společnost vydala tištěné komentáře k jednotlivým biblickým knihám. A na podzim roku 2010 vyšlo nové vydání Bible kralické. V roce 2014 připravila společnost pro vojáky české armády sloužící na zahraničních misích výtisky bible ve speciálním odolném obalu, aby nedošlo k jeho poškození.

## Dům Bible
Společnost hledala pro svou činnost zázemí. Nejdříve se stěhovala po Praze, ale od začátku února 2001 si začala stavět vlastní objekt na severu města, v Kobylisích, u stanice metra Kobylisy. Architekty stavby byli Stanislav Franc a Vladimír Bidlo. Základní kámen pocházel z Jeruzaléma. K otevření objektu došlo ke konci září roku 2002. Při té příležitosti se také v blízkém kostele U Jákobova žebříku konala slavnostní bohoslužba. Hlavní adresa budovy je Náhorní 1816/12, do Střelničné ulice má budova orientační číslo 6.